# Gabriel Suñer Sampol
Gabriel Suñer Sampol (Montuïri 2 d'abril de 1924 - Palma 8 de novembre de 2008) va ser un futbolista i entrenador mallorquí que durant la primera meitat dels anys 50 milità a la Primera Divisió amb el València CF. La seva posició solia ser de defensa lateral.
Començà la seva carrera a l'equip de Porreres passant després a jugar al Reial Mallorca. L'any 1951 fitxà pel València CF amb el qual disputà a la màxima categoria el 21 d'octubre contra el Celta de Vigo. La principal fita de la carrera de Suñer va ser la final de la Copa del Generalíssim de 1952 que l'equip merengot perdé contra el FC Barcelona. El 1954 abandonà la disciplina valencianista per fitxar pel Betis.